# Print Screen
Print Screen (скорочено — PrtScr або Print Scrn) — клавіша на комп'ютерних клавіатурах, зазвичай розташована в секції з клавішами Break і Scroll Lock. Print Screen знаходиться на одній кнопці з SysRq. У базових операційних системах більш ранніх версій при натисканні Print Screen на стандартний порт принтера (зазвичай LPT1) передавалася точна копія поточного стану текстового екрана в ASCII кодах і, як правило, незалежно від того, що в цей момент було на екрані, воно роздруковувалось.

## Використання Print Screen сьогодні

Розташування клавіші Print Screen на клавіатурі IBM PC
(Windows, розкладка США)

Більшість сучасних операційних систем, що використовують графічний інтерфейс, при натисканні клавіші Print Screen копіюють зображення поточного стану екрану в буфер обміну. Отримане таким чином зображення екрану називається скриншотом.
Після створення скриншоту, його можна вставити в будь-яку програму, здатну працювати з зображеннями, наприклад MS Paint. Потім, можна роздрукувати його так як є або ж зберегти і провести обробку в цій або іншій програмі. Якщо скриншот було зроблено в повноекранному текстовому режимі, в буфер обміну вміщується текст, який потім можна вставити в текстовому редакторі.
У деяких GUI ОС Linux при натисканні на клавішу PrtScr відкривається діалог збереження скриншоту з різними параметрами.